# Rhysipolis bicarinator
Rhysipolis bicarinator är en stekelart som beskrevs av Sergey A. Belokobylskij 1986. Rhysipolis bicarinator ingår i släktet Rhysipolis och familjen bracksteklar. Inga underarter finns listade i Catalogue of Life.